# Giro delle Fiandre 1937
Il Giro delle Fiandre 1937, ventunesima edizione della corsa, fu disputato il 21 marzo 1937, per un percorso totale di 267 km. Fu vinto dal belga Michel D'Hooghe, al traguardo con il tempo di 7h29'00", alla media di 35,679 km/h, davanti ai connazionali Hubert Deltour e Louis Hardiquest.
I ciclisti che tagliarono il traguardo a Wetteren furono 43.

## Ordine d'arrivo (Top 10)
| Pos. | Corridore           | Squadra            | Tempo    |
| ---- | ------------------- | ------------------ | -------- |
| 1    | Michel D'Hooghe     | Van Hauwaert       | 7h29'00" |
| 2    | Hubert Deltour      | Alcyon-Dunlop      | s.t.     |
| 3    | Louis Hardiquest    | Dilecta-Wolber     | s.t.     |
| 4    | Adolph Braeckeveldt | Helyett-Splendor   | s.t.     |
| 5    | Alphons Schepers    | Colin-Wolber       | s.t.     |
| 6    | Albert Hendrickx    | Labor-Dunlop       | s.t.     |
| 7    | René Walschot       | J.B. Louvet-Wolber | s.t.     |
| 8    | Jean Wauters        | Helyett-Splendor   | s.t.     |
| 9    | Sylvère Maes        | Alcyon-Dunlop      | s.t.     |
| 10   | Albertin Disseaux   | Helyett-Splendor   | s.t.     |